# Större uggleskärra
Större uggleskärra (Aegotheles insignis) är en fågel i familjen uggleskärror. Den förekommer i bergstrakter på Nya Guinea.

## Utseende
Större uggleskärra är med sina 28–30 cm i kroppslängd, och som namnet avslöjar, en stor medlem av familjen, troligen den största. Fjäderdräkten är huvudsakligen brun eller mörkt rödbrun. På ovansidan syns spridda vitaktiga fläckar eller streck och tydliga längsgående hjässband. Strupen är vit eller beigefärgad, bröstet och buken kraftigt fläckad i vitt. Arten uppträder i två färgformer, brun och rostbrun, med mellanformer.

## Läte
Lätet är dåligt känd, men en stigande serie med drillande "owrr" och upprepade gnissliga "kee" har noterats, liksom ett "foh... foh".

## Utbredning och systematik
Större uggleskärra förekommer i bergstrakter på Nya Guinea, från Vogelkop till sydöstra Nya Guinea. Den behandlas som monotypisk, det vill säga att den inte delas in i några underarter. Fram tills nyligen ansågs den och stjärnuggleskärran (A. tatei) utgöra en och samma art, med studier motsäger detta.

## Levnadssätt
Arten hittas i bergsskogar, huvudsakligen 1150–2800 meter över havet, men har också rapporterats från ungskog och flodnära skogar i ett annars öppet landskap. Maginnehåll visar en föda bestående av insekter som skalbaggar. Dess födosökningsbeteende har inte beskrivits. Även häckningsbeteendet är dåligt känt, men fåglar i häckningstillstånd har samlats in i april, maj, augusti och september och flygga ungar har setts i november. Den tros häcka i trädhål.

## Status och hot
Arten har ett stort utbredningsområde, men tros minska i antal, dock inte tillräckligt kraftigt för att den ska betraktas som hotad. Internationella naturvårdsunionen IUCN listar arten som livskraftig (LC). Beståndet har inte uppskattats, men den beskrivs som ganska vanlig.